# Shawn Drover
Pour les articles homonymes, voir Drover.
Shawn Drover est un batteur canadien né le 5 mai 1966 à Montréal (Québec, Canada).
Avec son frère, le guitariste Glen Drover, il forme le groupe de power metal Eidolon en 1993, qui a sorti 8 albums à ce jour.
En 2004, à la suite de la reformation de Megadeth, Glen Drover est embauché au sein du groupe pour jouer les concerts suivant la sortie de l'album The System Has Failed; c'est Nick Menza (batteur du groupe de 1989 à 1998) qui tient initialement le poste de batteur, mais après quelques répétitions, le leader du groupe Dave Mustaine décide de ne pas continuer l'aventure avec lui. 
Le groupe fait alors appel au frère du nouveau guitariste, Shawn Drover, qui vient le remplacer cinq jours avant le premier concert pour assurer cette tournée. On peut donc le voir à l'œuvre sur le DVD live That One Night : Live in Buenos Aires. À la suite de cette tournée, les frères Drover sont amenés à continuer leur travail au sein de Megadeth, on les retrouve donc tous les deux sur le onzième album du groupe United Abominations.¸Après que lui et Chris Broderick quitte Megadeth après l'album Super Collider en 2014, Ces derniers iront fonder le groupe Act of Defiance. 

## Discographie

### Avec Eidolon
- 1996 - Zero Hour
- 1997 - Seven Spirits
- 2000 - Nightmare World
- 2001 - Hallowed Apparition
- 2002 - Coma Nation
- 2003 - Apostles of Defiance
- 2006 - The Parallel Otherworld

### Avec Megadeth
- 2007 - United Abominations
- 2009 - Endgame
- 2011 - Th1rt3en
- 2013 - Super Collider